# Псевдоним (роман)
«Псевдоним» — роман Юлиана Семёнова, изданный в 1984 году. Роман посвящен американскому писателю Уильяму Сидни Портеру, более известный под псевдонимом О. Генри.

## Сюжет
Трагическая история Уильяма Сидни Портера связана с его работой в банке, обнаруживается недостача денежных средств, в которой обвинили Портера, будущего сочинителя коротких рассказов (новеллы) О. Генри. Следствием чего явился суд и тюремное наказание.
Юлиан Семёнов в своём романе высказывает свою версию случившегося. В его видение Портер человек ранимый, добрый и рассеянный с добротой относящийся к окружающим его людям. Он предстаёт тем, кто совершенно не подготовлен к работе в банке.
В романе виден след интриг, разного рода игр вокруг банка в целом так и кассира, в должности которого и работал Портер.